# Geboorte Moeder Godskapel (Antwerpen)
De Geboorte Moeder Godskapel is een voormalige rooms-katholieke kapel in Antwerpen. Ze is gelegen op de Sint-Jacobsmarkt 15. Sinds 2006 wordt de kapel gehuurd door de Roemeens-orthodoxe Geboorte Moeder Godsparochie.

## Geschiedenis van de Roemeens-orthodoxe gemeenschap in Antwerpen
De parochie Geboorte Moeder Gods organiseert sinds 1993 op regelmatige basis erediensten in Antwerpen. Aanvankelijk werden deze georganiseerd in de Sint-Andrieskerk in de Waaistraat. In mei 1997 verplaatste de parochie haar zetel naar de Sint-Annakapel (ook wel Keizerskapel genoemd). Toen deze huurovereenkomst ten einde liep (2003), moest de parochie op zoek naar een nieuwe locatie, die ze uiteindelijk vond in de Mira Bari-kapel van het Apostolaat der Schippers in de Watergangstraat. In 2006 ten slotte vestigden ze zich op de huidige locatie, in een beschermde kapel aan de Sint-Jacobsmarkt 15. De parochie, die in 1996 officieel erkend werd door de Belgische staat, omvat het ganse grondgebied van de provincie Antwerpen en behoort tot het aartsbisdom West- en Midden-Europa van de Roemeens-Orthodoxe Kerk, een van de oudste christelijke kerken ter wereld.